# Graticcio
Il graticcio è un manufatto costituito di elementi disposti a grata.
Esistono diverse tipologie di graticcio:
- una stuoia realizzata con vimini intessuti, utilizzata per l'essicazione della frutta;
- una stuoia di canne (detta anche canniccio o arello) o un telaio ligneo che sostiene una rete di metallo, listelli lignei o spago per disporre i bachi da seta e le foglie per il loro nutrimento.[1]

In Friuli sono stati individuati graticci di forma diversa, ovale, circolare o rettangolare, con armatura e portate di frassino o nocciolo e trama a graticcio di vitalba, nocciolo o salice. Il graticcio viene usato per l'essiccazione di susine, fichi, mele affettate e uva. Nelle valli del Natisone alcuni graticci venivano collocati in cucina, sopra travi appese al soffitto, per affumicare le ossa di maiale. I graticci per i bachi da seta, realizzati con canne palustri o intrecciati in vimini, sono rettangolari e di dimensione variabile.